# Réserve naturelle de Ørin
La réserve naturelle de Ørin est une réserve naturelle norvégienne située à Verdal, Trøndelag. La réserve naturelle est située sur la rive sud de la fin de  la rivière Verdalselva dans le Trondheimsfjord. La réserve est incluse dans Système de zones humides du Trondheimsfjord et a par conséquent le statut de  site ramsar, en raison de son importance pour les oiseaux migrateurs.
La réserve a été créée en 1993 pour garder intacte le delta de la rivière qui est d'une grande importance comme aire de repos pour les oiseaux des milieux humides. La réserve comprend le terrain, la plage et la mer, et a pour frontière au nord la réserve ornithologique de Kausmofjæra. En 2014 le gouverneur du comté de Nord-Trøndelag a suggéré une extension de la réserve, ce qui impliquait que les réserves Ørin et Kausmofjæra fusionnent.